# Estación de La Cartuja
Cartuja es una estación de ferrocarril de carácter terminal, situada en la ciudad española de Sevilla. Forma parte de la línea C-2 de la red de Cercanías Sevilla.
Está ubicada en el antiguo apeadero del AVE y cercanías abiertos para la Expo '92, en la avenida Carlos III de la isla de la Cartuja.

## Situación ferroviaria
Se encuentra en el punto kilométrico 5,4 del corto ramal que une la bifurcación de la Expo con la Cartuja, línea 446 de la red ferroviaria española que finaliza en la citada estación y nace en la línea convencional de ancho ibérico Sevilla-Huelva. 

## Historia
El ferrocarril llegó a la Cartuja para la celebración de la Expo '92. Para la ocasión, se decidió generar un ramal de la Línea de alta velocidad Madrid-Sevilla para que los visitantes pudieran acceder directamente al recinto donde tenía lugar la exposición universal. Adicionalmente, y como ramal de la línea Sevilla-Huelva, se derivó un trazado convencional, en ancho ibérico, que permitía la llegada de trenes de cercanías. Las instalaciones se plantearon con fines provisionales, y permanecieron abiertas entre el 14 de abril de 1992 y el 12 de octubre de 1992. A pesar de la apertura en 1993 del Parque Científico y Tecnológico Cartuja que pretendía aprovechar parte de las infraestructuras construidas en 1992, el recinto ferroviario no se reabrió y fue paulatinamente abandonado.
Aunque existieron peticiones para su reaprovechamiento,  no fue hasta primavera del año 2011 que se iniciaron las obras para reacondicionar el recinto y crear la línea C-2 de cercanías. Finalmente, a finales de febrero de 2012 la estación de la Cartuja volvió a estar operativa.
Desde el inicio de la pandemia del COVID-19 hasta septiembre de 2022 las instalaciones permanecieron fuera de servicio.

## La estación

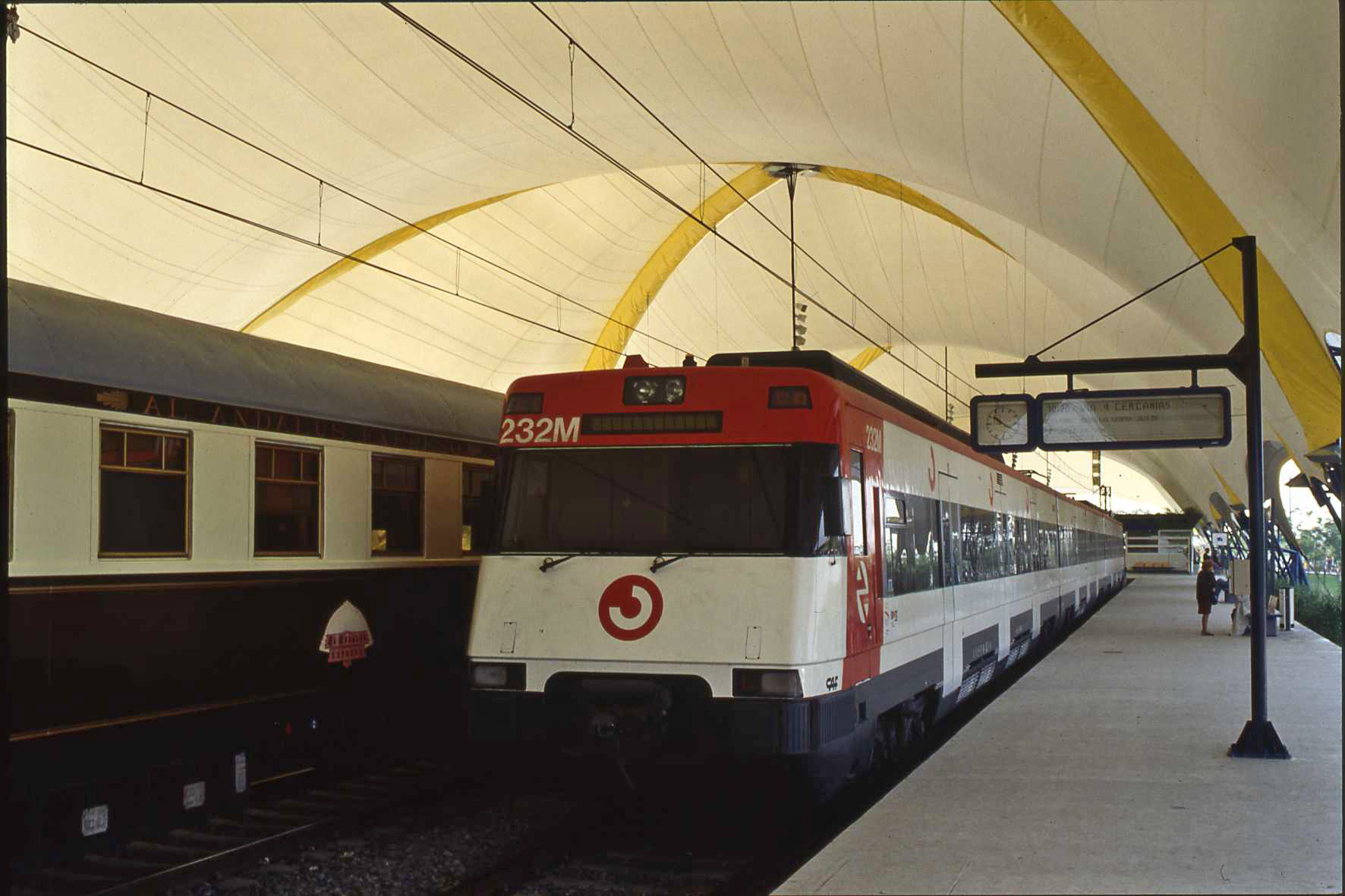
La estación durante la Expo de 1992

Las instalaciones cuenta con tres andenes, dos laterales y uno central, a los que acceden cuatro vías de ancho ibérico, dando lugar a un esquema: a-v-v-a-v-v-a. En origen, había dos vías de ancho ibérico y dos de ancho internacional. Los andenes laterales miden 200 metros de largo, mientras que el central, más largo, supera los 400 metros. Todo el conjunto está abarcado por arcos metálicos tubulares que se cruzan entre sí y que de forma parcial se encuentran cubiertos por una lona de policloruro de vinilo. Dispone de un edificio para viajeros de 405 metros cuadrados.

## Servicios ferroviarios

### Cercanías
Forma parte de la línea C-2 de la red de Cercanías Sevilla. La frecuencia habitual es de un tren cada 60 minutos por sentido.
| procedencia/destino | < estación | Línea | estación >       | destino/procedencia |
| ------------------- | ---------- | ----- | ---------------- | ------------------- |
| Terminal            | Terminal   |       | Estadio Olímpico | Sevilla-Santa Justa |